# Michaił Boncz-Brujewicz (radiotechnik)
Michaił Aleksandrowicz Boncz-Brujewicz (ros. Михаил Александрович Бонч-Бруевич, ur. 9 (21 lutego) 1888 w Orle, zm. 7 listopada 1940 w Leningradzie) – rosyjski radiotechnik.

## Życiorys
Od młodości interesował się radiotechniką. W warunkach amatorskich w 1906 zbudował nadajnik i odbiornik radiowy według schematu Popowa. Ukończył wojskową szkołę inżynieryjną w Petersburgu i wyższą wojskową szkołę elektrotechniczną. W 1914 został asystentem kierownika radiostacji odbiorczej w Twerze, gdzie zorganizował małe laboratorium, a w grudniu 1918 został kierownikiem naukowym laboratorium radiotechnicznego w Niżnym Nowogrodzie. Od 1915 do 1919 prowadził badania dotyczące lamp elektronowych i organizacją ich produkcji. Następnie do 1925 pracował nad konstrukcją lampy elektronowej wielkiej mocy z chłodzeniem wodnym. Był projektantem pierwszej w ZSRR radiostacji (o mocy 12 kW), zbudowanej w 1922 w Moskwie. W 1922 został profesorem Wyższej Moskiewskiej Szkoły Technicznej, a w 1932 Leningradzkiego Instytutu Inżynierów Łączności jako doktor nauk technicznych, od 1931 był członkiem korespondentem Akademii Nauk ZSRR. Poza tym zajmował się zagadnieniami rozprzestrzeniania się krótkich i ultrakrótkich fal radiowych oraz ich praktycznego zastosowania, fizyki górnych warstw atmosfery, radiolokacji i innymi. Napisał i opublikował ponad 80 prac naukowych i książek. Opatentował i przekazał do produkcji ok. 60 wynalazków.